# Kutatható gyergyószárhegyi összeírások, iratok
Az oldal a Gyergyószárhegyhez kapcsolódó helytörténeti-, vagy családfakutatásokhoz felhasználható összeírások, könyvek, anyakönyvek, egyházi iratok részletes listáját és azok elérhetőségét tartalmazza.

## gyergyószárhegyi összeírások (1569 - 1820)

### adóösszeírások
- 1658, A gyergyói főemberek, lófők, darabontok és jobbágyok adó- és katonai összeírása[1][2]
- 1703, adóösszeírás - Szárhegy (községi, csak a települési vezetők neveit tartalmazza)[3]
- 1712, A szárhegyi lakosság adó alá eső igavonó állatállományának összeírása (szabadok, zsellérek, özvegyek és jobbágyok névsora)[4][5]
- 1713, adóösszeírás - Szárhegy (községi, csak a település vezetőit, primorjait és az adómentességet élvezőket tartalmazza)[6]
- 1721-1722, adóösszeírás - Gyergyószék (részleges, csak az adómentességet vagy adókedvezményeket élvezőket, így a települési tisztségviselőket, őrállókat, confrátereket, templomi alkalmazottakat … tartalmazza)[7]
- 1750, adóösszeírás - Szárhegy (címeres nemesek, szabadok-lófők-puskások, özvegyek, jobbágyok, zsellérek, cigányok névsora)[8][9]

### katonai összeírások
- 1569 tájéka, A csík-, gyergyó- és kászonszéki főemberek és lófők összeírása[10]
- 1602, A Giorgio Basta által, a császár hűségére esketett csík és gyergyószéki nemesek, lófők és szabad székelyek katonai összeírása[11]
- 1614, Csík-Gyergyó-Kászonszékbeli főnépek, lófők, gyalogpuskások, szabadosok, jobbágyok, zsellérek és szolgák összeírása[12]
- 1616, A gyergyószéki főnépek, lófők, gyalogos puskások és szabadosok összeírása[13]
- 1616 tájéka, A jobbágysorba jutott csík-, gyergyó- és kászonszéki lófők és gyalogok, illetve illetve szabad székely örökségek jegyzéke[14]
- 1619, Gyergyószéki gyalogpuskások összeírása[15]
- 1643, Kászon-, Csík- és Gyergyószék hadköteles férfilakosságának összeírása (primorok, lófők, gyalogpuskások és fiúgyermekeik összeírása)[16][17][18]
- 1654, A gyergyói hadköteles székelyek jegyzéke[19][20][21]
- 1660, Barcsai Ákos fejedelem hűségére felesküdt gyergyói székelyek[22][23]
- 1661, A hadi szemléről távolmaradt vagy a szolgálat alól felmentett katonáskodó csík-, gyergyó- és kászonszéki székelyek névsora, illetve azoké, akik felszabadultak a jobbágyság alól[24]
- 1681, A katonáskodó székelyek összeírása Csík-, Gyergyó- és Kászonszéken[25][26][27]
- 1683, A csík-, gyergyó- és kászonszéki hadköteles székelyek összeírása[27][28][29]
- 1685. febr. 14., Csík-, gyergyó- és kászonszéki gyalogok jegyzéke[27][30][31]
- 1685. dec. 26-29., A csík-, gyergyó- és kászonszéki hadkötelesek jegyzéke (lovasok és gyalogpuskások)[27][32][33]
- 1702, A gyergyószéki nemesek, lófők, puskások és szabad rendű székelyek összeírása[27][34] - megj. a forráskönyvben található „Stephanus et Michael Laszlo” nevek helyesen: Stephanus et Michael Latzko (ld. a lustra eredetijéről készült MNL mikrofilm másolaton – Németh Gy., szócikk szerk.)
- 1704, A II. Rákóczi Ferenc haditáborába bevonult gyergyói hadak és fegyverzetük összeírása[35]

### egyházi lélekösszeírások
- 1761-1770, szárhegyi egyházi lélekösszeírás / "Status Animorum in Parochiali Ecclesia Gyergyó Szárhegy hoc Anno 1761. die 3. Marty conscriptus" (A falu teljes lakosságának összeírása életkorokkal, de rendi jogállás megjelölése nélkül.)[36]

### urbáriumok, jobbágyösszeírások
- 1785, Urbárium - Szárhegy (jobbágytartók és jobbágyok névsora, kötelezettségek összeírása)[37]
- 1820, Cziráky-féle urbárium, Szárhegy (jobbágytartók és jobbágyok névsora, kötelezettségek összeírása)[38]
- 1773, a gr. Lázár család jobbágycsaládfőinek listája[39]

## szárhegyi egyházi iratok (anyakönyvek, jegyzőkönyvek...)
- szárhegyi historia domus (/1658/–1904)[40]
- szárhegyi egyháztanácsgyűlési és iskolaszéki jegyzőkönyv (1896–1914)[40]
- szárhegyi családkönyv (19. század elejétől a 20. század elejéig)[40]
- szárhegyi számadáskönyv (1855-1867 és 1869-1906)[40]
- Gyergyószárhegy digitalizált anyakönyvei, 1696-1948 [41]

## könyvek
- Garda Dezső: A kastély árnyékában / Gyergyószárhegy története 1849-ig, I-II. kötet - Státus Kiadó, 2012
- Sávai János: Barátom! - A gyergyószárhegyi plébánia históriája Török Sándor elbeszélésében - Szeged, 2005

## források
1. ↑  Demény Lajos: Székely oklevéltár, új sorozat, VII. kötet (szárhegyiek: 145., 147., 149. old.)
2. ↑  Román Nemzeti Levéltár, Kolozs Megyei Igazgatóság, Székely Lustrák, 3. füzet, 315-337.
3. ↑  Domokos Pál Péter: Háromszék és Csíkszék adóügyi összeírása (Szárhegy: 274. old.)
4. ↑  Pál-Antal Sándor: Csík-, Gyergyó- és Kászonszék 1701-1722 között (Székely székek a 18. században sorozat), Mentor Kiadó, Marosvásárhely. 2009 (szárhegyiek: 72. old.)
5. ↑  Garda Dezső: A kastély árnyékában / Gyergyószárhegy története 1849-ig, I-II. kötet - Státus Kiadó, 2012 (321-328. old.)
6. ↑  Pál-Antal Sándor: Csík-, Gyergyó- és Kászonszék 1701-1722 között (Székely székek a 18. században sorozat), Mentor Kiadó, Marosvásárhely. 2009 (Szárhegy: 199. old.)
7. ↑  Magyar Nemzeti Levéltár > mikrofilm adatbázis > X8377 jelzet > 47374-es filmtekercs (261., 263. lap)
8. ↑  Magyar Nemzeti Levéltár, F50 / adóösszeírás 1750 > mikrofilm adatbázis > X8377 jelzet > 47374-es filmtekercs
9. ↑  Garda Dezső: A kastély árnyékában / Gyergyószárhegy története 1849-ig, I-II. kötet - Státus Kiadó, 2012 (420-463. old.)
10. ↑  Demény Lajos: Székely oklevéltár, új sorozat, VII. kötet, Kolozsvár. 2004 (szárhegyiek: 66. old.)
11. ↑  Demény Lajos: Székely oklevéltár, új sorozat, IV. kötet, Kolozsvár. 1997 (digitalizált változat > szárhegyiek: 90. old.)
12. ↑  Demény Lajos: Székely oklevéltár, új sorozat, IV. kötet, Kolozsvár. 1997 (digitalizált változat > szárhegyiek: 542-543. old.)
13. ↑  Demény Lajos: Székely oklevéltár, új sorozat, IV. kötet, Kolozsvár. 1997 (digitalizált változat > szárhegyiek: 570-571. old.)
14. ↑  Demény Lajos: Székely oklevéltár, új sorozat, IV. kötet, Kolozsvár. 1997 (digitalizált változat > szárhegyiek: 574-575. old.)
15. ↑  Demény Lajos: Székely oklevéltár, új sorozat, IV. kötet, Kolozsvár. 1997 (digitalizált változat > szárhegyiek: 709. old.)
16. ↑  Demény Lajos: Székely oklevéltár, új sorozat, VI. kötet, Kolozsvár. 2000 (szárhegyiek: 259-261., 284. old.)
17. ↑  Garda Dezső: A kastély árnyékában / Gyergyószárhegy története 1849-ig, I-II. kötet - Státus Kiadó, 2012 (232-237. old.)
18. ↑  Magyar Nemzeti Levéltár > X44-es jelzet > 45214-es filmtekercs
19. ↑  Demény Lajos: Székely oklevéltár, új sorozat, VII. kötet, Kolozsvár. 2004 (szárhegyiek: 121-122. old.)
20. ↑  Magyar Nemzeti Levéltár, F.136, Székely lustrajegyzékek és nemesi összeírások, I. kötet. 1021-1031.
21. ↑  Magyar Nemzeti Levéltár > mikrofilm adatbázis > X44-es jelzet > 45214-es filmtekercs
22. ↑  Demény Lajos: Székely oklevéltár, új sorozat, VII. kötet, Kolozsvár. 2004 (szárhegyiek: 162. old.)
23. ↑  Román Nemzeti Levéltár, Kolozs Megyei Igazgatóság, Székely Lustrák, 3. füzet, 257-272.
24. ↑  Demény Lajos: Székely oklevéltár, új sorozat, VII. kötet, Kolozsvár. 2004 (szárhegyiek: 190. old.)
25. ↑  Demény Lajos: Székely oklevéltár, új sorozat, VIII. kötet, Mentor Kiadó, Marosvásárhely, 2006 (szárhegyiek: 51-52., 57. old.)
26. ↑  Magyar Nemzeti Levéltár, F-136, Székely lustrajegyzékek és nemesi összeírások, I. kötet, 923-1021
27. 1 2 3 4 5  Magyar Nemzeti Levéltár > mikrofilm részleg > X44-es jelzet > 45214-es filmtekercs
28. ↑  Demény Lajos: Székely oklevéltár, új sorozat, VIII. kötet, Mentor Kiadó, Marosvásárhely, 2006 (szárhegyiek: 110-111. old.)
29. ↑  Magyar Nemzeti Levéltár, F-136, Székely lustrajegyzékek és nemesi összeírások, I. kötet, 199-269. és 270-361. lapok
30. ↑  Demény Lajos: Székely oklevéltár, új sorozat, VIII. kötet, Mentor Kiadó, Marosvásárhely, 2006 (szárhegyi névsor: 238. old.)
31. ↑  Magyar Nemzeti Levéltár, F-136, Székely lustrajegyzékek és nemesi összeírások, I. kötet, 587-635. lapok
32. ↑  Demény Lajos: Székely oklevéltár, új sorozat, VIII. kötet, Mentor Kiadó, Marosvásárhely. 2006 (szárhegyi lovasok: 299-300. old., szárhegyi gyalogpuskások: 312. old.)
33. ↑  Magyar Nemzeti Levéltár, F-136, Székely lustrajegyzékek és nemesi összeírások, I. kötet, 163-198. lapok
34. ↑  Pál-Antal Sándor: Csík-, Gyergyó- és Kászonszék 1701-1722 között, Mentor Kiadó, Marosvásárhely. 2009 (szárhegyi névsor: 57. old.)
35. ↑  Magyari András: II. Rákóczi Ferenc erdélyi hadserege, Kriterion Kiadó, Bp. 1994 (szárhegyi névsor: 470-472. old.)
36. ↑  Erdélyi Genealógiai Társaság: Gyergyószárhegy digitalizált anyakönyvei, 1696-1895
37. ↑  Magyar Nemzeti Levéltár > mikrofilm részleg > F51 > jelzet: X8166 > 25009-es filmtekercs
38. ↑  Magyar Nemzeti Levéltár > mikrofilm részleg > F52 > jelzet: X8221 > 25724-es filmtekercs
39. ↑  Garda Dezső: A kastély árnyékában / Gyergyószárhegy története 1849-ig, I-II. kötet - Státus Kiadó, 2012 (379-381. old.)
40. 1 2 3 4  Gyulafehérvári Főegyházmegyei Levéltár, e-kutatás részleg. [2017. október 29-i dátummal az eredetiből archiválva]. (Hozzáférés: 2017. október 29.)
41. ↑  Erdélyi Genealógiai Társaság<meta />